# Чекалін (місто)
 Чекалін — місто в Суворовському районі Тульської області в Росії, утворює міське поселення «місто Чекалін». Назва до 1944 року —Лихвин .
Населення — 975 осіб. За переписом 2010 Чекалін — місто з найменшою чисельністю населення в Росії.

## Географія
Місто розташоване на лівому березі річки Оки, за 102 км від Тули, за 16 км від Суворова, за 30 км від Перемишля, за 7 км від залізничної станції Черепеть (на лінії Тула  — Козельськ), на кордоні з Перемишльським районом Калузької області.

## Історія
Місто відоме під назвою Лихвин  з 1565, коли було віднесене Іваном Грозним до опричних міст та укріплень. Було оточено дубовою стіною та чотирма глухими баштами (залишки земляної фортеці збереглися).
З 1727 Лихвин — повітове місто Лихвинського повіту Московської губернії, з 1776 — Калузького намісництва (губернії). На початку XIX століття Лихвин був жвавим торговим містом з пристанню на Оці.
Наприкінці XIX ст. Лихвин займав площу в одну квадратну версту; в місті налічувалося 266 будинків (в тому числі 21 кам'яний), 4 храми, 25 торгових лавок, 7 трактирів та оптовий винний склад; з 4 заводів найзначнішим був винокурний. Крім того, в Лихвині було понад 80 ремісничих закладів. Освіту було представлено трьома училищами: чоловічим повітовим, чоловічим парафіяльним та жіночим двокласним. Діяла лікарня на 30 ліжок, організована в 1905 зусиллями земського лікаря Лісіцина. З другої половини XIX століття місто поступово приходило в занепад: внаслідок обміління Оки скоротилася торгівля, а магістральні залізниці, будівництво яких могло б сприяти економічному підйому, обійшли Лихвин стороною. З часом Ока в районі Лихвина стала та зовсім несудохідною.
25 грудня 1905 від головного залізничного вокзалу міста Тули — «Московського» вокзалу — відкрився регулярний рух по Туло-Лихвинській залізниці. Кінцева станція Лихвин розташовувалася на протилежному від Чекаліна правому березі Оки. Станцію Лихвин було закрито в 1941 році після відкриття руху по ширококолійній залізниці Тула  — Козельськ; сама ж Туло-Лихвинська вузькоколійна залізниця працювала до 1996 року.
З 1941 Лихвин був центром Черепетського району, а з 1944 по 1958 — Чекалінського району.
У 1944 місто Лихвин було перейменовано в Чекалін — на честь страченого тут 6 листопада 1941 16-річного партизана, Героя Радянського Союзу Олександра Чекаліна.
У радянські часи в місті працювало декілька підприємств: молокозавод; комбінат, який виробляв ковдри; дитячий санаторій та ліспромгосп.
З 2006 місто утворює міське поселення «місто Чекалін». У 2012 року адміністрацією Суворовського району було запропоновано змінити статус поселення на сільське, що викликало протест мешканців Чекаліна; внаслідок чого міський статус було збережено.

## Демографія
Зміна чисельності населення за даними всесоюзних та всеросійських переписів:

## Пам'ятки
Місто переважно зберегло прямокутну сітку кварталів, закладену в генеральному плані 1776 року. Єдиний вцілілий храм міста, Свято-Введенський, розташований на вулиці Леніна. У північного в'їзду в місто на Калузькій вулиці стоїть будівля колишньої каплиці.
У місті збереглися фрагменти житлової та громадської забудови XVIII–XIX століть (головним чином одно-і двоповерхові колишні купецькі будинки), більша їх частина зосереджена на головній вулиці Чекаліна — Калузькій. Це будівлі середини — кінця XIX століття, що належали купцям. До кінця XVIII століття належить будинок купця І.А Проніна (№ 34). На Калузькій вулиці зберігся також ряд громадських будівель XIX століття, в яких розміщувалися повітове Дворянське зібрання (№ 26, 1810), земство (№ 28, 1784), повітове управління військового начальника (№ 44, 1-а половина XIX століття), архів (перетин Калузької вулиці та вулиці Чекаліна, 1910), поліцейське управління (№ 31, 33, 1810-і роки). Ще одна будівля першої половини XIX століття — будинок колишніх служивих козаків (№ 38).
Ряд зразків міської кам'яної забудови є і на вулиці Чекаліна. Це будівля купецьких лавок (№ 20, 1-а половина XIX століття), повітового суду (№ 25, початок XIX століття), колишньої пожежної охорони (№ 27, 1-а половина XIX століття), будинки купців Аносова (№ 23, 1-а половина XIX століття), Міленушкіна (№ 19, 1810), Терехова (№ 21, 1815), Міссінського (№ 29, 1-а половина XIX століття), родини Проніна (№ 17, 1810-і роки). На Свято-Введенській вулиці — будівля колишньої поштово-телеграфної контори (№ 23, 1-а половина XIX століття).
Примітні будівлі колишньої в'язниці (перша половина XIX століття) та лікарні (1900-і роки, стиль модерн). У центрі міста встановлено бюст Героя Радянського Союзу Олександра Чекаліна.
У північних кордонів міста, на крутому схилі корінного берега Оки, знаходиться пам'ятник природи регіонального значення Лихвинський розріз (площа 60,1 га). Поблизу міста розташовано кілька археологічних об'єктів — стоянки часів палеоліту та неоліту, городище Дуна (поселення тут існувало до XIII століття, збереглися залишки вала). На території плодового саду Чекалінської середньої школи збереглися фрагменти стрілецького валу XVI–XVII століть.

## Економіка
Жителі міста працюють переважно в соціальній сфері. У 2014 році в місті налічувалося 3 діючих магазини (два продовольчих та господарський).

## Соціальна сфера
Об'єкти освіти представлені школою та дитячим садом. При школі відкрито музей. Лікарня — філія Суворовської ЦРЛ — останнім часом діє фактично в режимі амбулаторії; 2014 року лише 2 лікарі працювали тут постійно. При міському будинку культури працює бібліотека. Є також поштове відділення. Банківське обслуговування населення не проводиться, найближче відділення Ощадбанку Росії розташоване в селищі Черепеть.
Обсяг житлового фонду у 2008 році становив 32,1 тис. м² (в тому числі кам'яної забудови 6,8 тис. м², дерев'яної 22,7 тис. м²), переважно це будинки споруджені до 1917 року. 24,8 тис. м² житлового фонду мало ступінь зносу понад 70%. Налічувалося 339 одноповерхових будинків і 141 двоповерховий.

## Відомі уродженці
- Богданов, Василь Іванович (1837–1886) — поет, лікар.
- Трутнєв, Іван Петрович (1827–1912) — російський живописець.

## Галерея

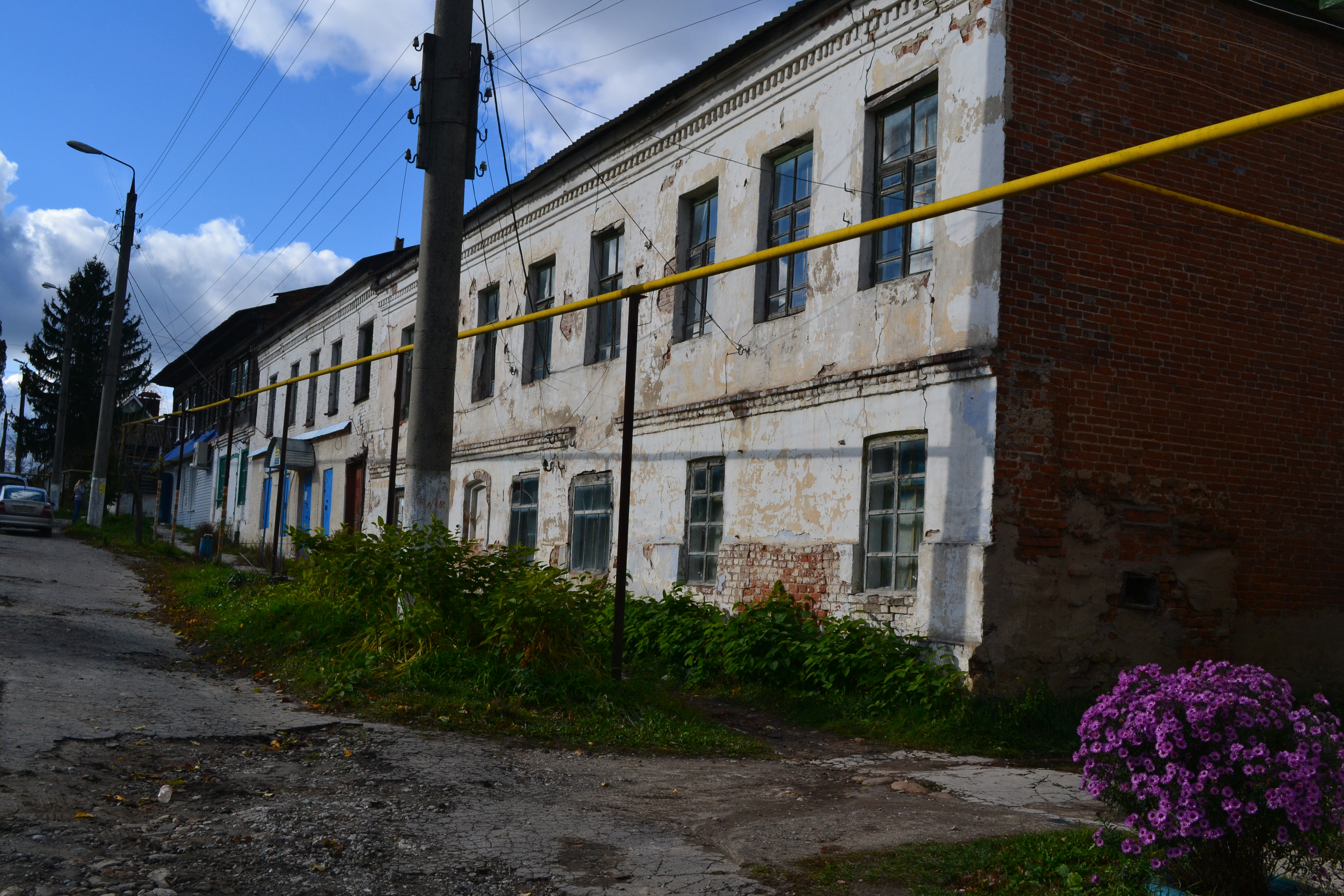
Вул. Чекаліна